# 高松藩

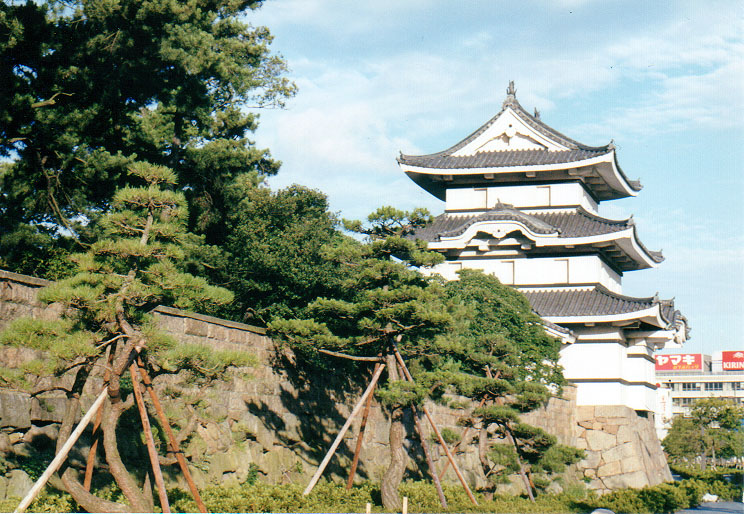
高松城月見櫓

高松藩（たかまつはん）は、江戸時代前期には讃岐国（現在の香川県）を領有し、江戸時代中期より半国の東讃地域を領有した藩。生駒家の代は讃岐一国を領していたが、松平家（高松松平家）の代になり半国の東讃地域を領した。藩庁は高松城（現在の高松市）。

## 藩史
豊臣秀吉による四国平定後の天正15年（1587年）、生駒親正が讃岐一国12万6千200石（のち高直しで17万3000石）を与えられたことに始まる。親正の子一正は慶長5年（1600年）の関ヶ原の戦いにおいて東軍に加担したため、戦後に所領を安堵された。しかし、第4代藩主高俊の代の寛永17年（1640年）にお家騒動（生駒騒動）により改易され、出羽国矢島藩に転封された。
その後、讃岐国は一時、隣国伊予国の3藩、西条藩主一柳直重・大洲藩主加藤泰興・今治藩主松平定房により分割統治された。
寛永18年（1641年）、西讃地域に山崎家治が入り丸亀藩が興った。
寛永19年（1642年）、東讃地域に常陸国下館藩より水戸藩主徳川頼房の庶長子松平頼重が12万石で入封し、高松藩が成立した。頼重は入封にあたり、幕府より西国諸藩の動静を監察する役目を与えられたという。高松松平家は水戸徳川家の分家（御連枝）であるが、独立色の高い支藩で水戸藩の指示を受ける立場ではなかった。彦根藩井伊家・会津松平家と共に代々江戸城の伺候席が溜詰（将軍の執務空間である「奥」に最も近い）であった。溜詰とは将軍の政治顧問を務め、大老の政治報告も聞く立場にあり（徳川御三家は政治への意見や介入は禁止されていた）、徳川幕府の中では政治の最高機関という高い家格を有していた。
頼房は甥である将軍徳川家光や二兄（尾張藩主徳川義直・紀州藩主徳川頼宣）に先だって嫡男をもうけたことを憚って、頼重ではなく三男光圀を水戸藩主に立てた。後に頼重が家光の配慮により初代高松藩主として高松に入る。頼重と家光は従兄弟同士であったが一緒に風呂に入る程の仲で、江戸城に於いて頼重は将軍の私室（奥の間）にも自由に出入りできたという。
また、水戸藩の二代目を継いだ光圀は家督を頼重の次男綱條に譲り、自身の子頼常を高松藩主に据えた。こういった水戸本家と高松藩との子の入れ替えは何度か行われており、最後の将軍徳川慶喜は高松藩初代藩主の松平頼重直系の子孫である。
こうした高い格式だったため、正月には近隣の藩からの挨拶を受けるのが慣例だったと言う。
松平氏は入封当初より、高松城下に水道を引き（地下水を使っての上水道は日本初とされている）、灌漑用に高松の真ん中を通っていた香東川の流れを西に変えたり溜池を造るなど水利の悪い讃岐の地を整備し、海岸線沿いを埋め立てて新田開発や塩田開発を行った。また、漆芸や陶器などの生産、講道館などの学問を奨励した。
藩からは寛政の三博士の1人とされる柴野栗山や平賀源内などの学者肌の人物が多く出ている。
歴代の藩主もまた学問や歌などに優れ、将軍に朱子学を講義したり、天皇に歌を師事された藩主がいるなど、その一門からも優れた人物を輩出している。
茶道では千利休を祖とする三千家（表千家・裏千家・武者小路千家）の一つ武者小路千家を庇護し、現代でも武者小路千家の代替わりには高松藩主子孫に挨拶が行われている。
高松市内の名勝「栗林公園」は高松藩主が代々に渡って手を加えて完成させた名園であり、三名園よりも優れているとの評価もある。平成にはミシュランガイドも3ツ星を付けている。
また、琴平町の金毘羅大権現は御朱印地として高松藩からの庇護も受け、江戸時代には伊勢神宮、出雲大社と並んで一生のうちに一度は参詣したい神社として全国庶民の崇拝を受けた。
松平氏第5代藩主・頼恭は、将軍吉宗の、薬や農産物の国内生産の研究を奨励するとの方針に添う形で城下の栗林荘（現在の栗林公園）に薬草園を作らせた。ここには藩内の優秀な学者を招聘したが、その中には平賀源内もいた（初代薬坊ではない）。また、この薬園初代薬坊（学長）の医師である池田玄丈に砂糖の研究を指示した。その研究は弟子の向山周慶によって実を結び、白糖の製造を可能にした。これにより塩・綿と並ぶ讃岐三白の一つである讃岐和三盆糖の製造技術が確立し、現在も香川県の名産品の一つとなっている。9代藩主頼恕は久米通賢を登用し、坂出の浜辺に日本最大級の塩田を開発した。江戸時代における高松藩での白砂糖と塩の生産量は全国一となっている。漆芸では玉楮象谷 による象谷塗り、陶器では紀太里兵衛の里兵衛焼きなどが朝廷や他藩へ輸出される物販として著名となった。
幕末は宗家である水戸藩が尊皇に傾く中、溜詰という幕府に政治指導する立場にあり、しかも同じ溜間詰という関係から井伊直弼の娘弥千代を藩主・頼聰の正室としたため、苦しい立場に立たされた。
加えて13代将軍徳川家定の後継を巡る安政の将軍継嗣問題において、紀州徳川家の徳川慶福（後の14代将軍徳川家茂）を将軍継嗣に推した一派に井伊、会津松平などの溜詰のメンバーとして名を連ねることとなり、一橋派である水戸家とも対立を深めることとなった。一橋派中心の徳川斉昭に蟄居を申し付けた側であるが、この斉昭が初代高松藩主頼重の直系であったことなど皮肉な結果となっている。この件で高松市と水戸市は不仲となっていたが昭和49年に友好都市を結んだ。
慶応4年（1868年）の鳥羽・伏見の戦いでは旧幕府方に就いたため、朝敵となった。高松藩の庇護を受けていた京都の興正寺は高松に使者を派遣し、責任者の処罰を行って新政府に謝罪することを勧めた。そこで、家老2名を切腹させて恭順の姿勢を示すことになり、藩主・頼聰も浄願寺にて謹慎、前藩主松平頼胤も江戸にて謹慎した。一方、土佐藩を中心とする討伐軍は丸亀藩・多度津藩を従えて高松に向かっていたが、高松藩と縁戚である徳島藩が討伐に消極的で、松山藩討伐にも兵力を割く必要があった土佐藩や整備されていない丸亀・多度津両藩では攻略困難と見込まれていた。そこに高松藩が恭順の見通しであることが判明し、1月20日に高松城は無血開城されると、ただちに同城に入って接収を完了させた。興正寺などの取り成しによって2月には藩主・頼聰に上京・謝罪が命じられ、土佐藩も高松城を返還して撤退した。その結果、4月15日に新政府への軍資金12万両の献上と引換に宥免された。
ところが、この一連の動きに対する藩内の不満が高まり、明治2年（1869年）9月に尊王派の松崎渋右衛門が暗殺され、頼聰以下の藩首脳はこの事件を、松崎が新政府への反逆の企てが発覚したことによる自殺として届け出た。だが、松崎と知己である木戸孝允らはこれを疑い、弾正台に再調査を命じる。その結果、藩内保守派による殺害と判明し、頼聰は明治4年（1871年）7月に閉門処分を命じられるなど、多くの藩士が処分された。
同年に廃藩置県により高松藩は高松県となる。幕末から明治初期の政府からの高松に対しての心象からか徳島や愛媛に統合され、独立した県とされることなく、結果として全国で最後に香川県として認められたのが1888年12月3日である。

## 歴代藩主

### 生駒家
外様　17万3千石　（1587年 - 1640年）
1. 親正
2. 一正
3. 正俊
4. 高俊

### 高松松平家
親藩・御連枝　12万石　（1642年 - 1871年）
1. 頼重
2. 頼常
3. 頼豊
4. 頼桓
5. 頼恭
6. 頼真
7. 頼起
8. 頼儀
9. 頼恕
10. 頼胤
11. 頼聰

## 松平家時代の家臣
- 松平大膳家 - 御厄介（一門）。頼重の七男頼芳が初代。頼芳の孫のうち頼桓は4代藩主となり、頼桓の弟2人が大膳家当主から徳島藩主蜂須賀家の養子に転出している。
- 大久保主計家 - 藩主頼重の実弟ともされる大久保公忠が初代。大老職を世襲。3000石。
- 平賀源内 - 本草学者、発明家やコピーライター、シナリオ脚本家としての一面も持つ。
- 久米通賢 - 塩田開発や地図作成などから新型銃の発明まで行ったとされる。
- 藤沢南岳 - 幕末から明治に活躍した儒学者。
- 柴野栗山 - 寛政の三博士のひとり。
- 向山周慶 - 和三盆糖の製造に成功した人物。
- 松平左近 - 御厄介（一門）。水戸藩の徳川斉昭に傾倒した尊王家で,桂小五郎（木戸孝允）ら勤王派の藩士、志士を積極的に庇護した。また明治元年（1868年）の鳥羽・伏見の戦ののち、弟の高松藩主松平頼胤が一貫して佐幕的な姿勢をとり続け政府軍の来攻にあうと、藩論を恭順に導いて高松が兵禍を被るのを防いだ。
- 後藤芝山 - 藩校講道館の総裁に任ぜられる。四書五経に後藤点として知られる訓点を付加。有職故実に詳しく、詩文、書にもすぐれた。門人に柴野栗山がいる。著に「元明史略」「王経標註」「芝山先生遺稿」など。
- 木村黙老（1774年 - 1857年 あるいは 1856年）[9] - 高松藩家老として坂出塩田を開くなど経済政策に実績をあげた。『南総里見八犬伝』・『椿説弓張月』などの長編小説で人気を集めた曲亭（滝沢）馬琴の「三親友」の一人として知られ、二人の交流は近世文学史に名を刻んでいる[10]。
- 中山城山 - 儒学者。全讃史筆者　全国に500人の弟子があったとされる。
- 増田雅宅（休意）（1678年 - 1768年）[11] - 歴史家[11]。「讃岐三代物語」をまとめた[11]。菊池寛の先祖とされる。
- 長町竹石 - 山水画の絵師として江戸で有名となった。
- 矢延平六（1610年 - 1685年）[12] - 初代・頼重に仕えた[12]。灌漑工事や溜め池改修など讃岐平野の開発を行った[12]。平六を祭った新池神社の祭礼・ひょうげ祭りが知られる[12]。
- 牛窪求馬 - 明治期、四国で初めての電灯会社（現在の四国電力）を設立する。
- 松崎渋右衛門 - 勤皇家。桂小五郎らと親交が深かったが明治になって謀殺される。
- 長谷川宗右衛門（1804年 - 1870年）[13] - 水戸藩の徳川斉昭に触発されて勤皇家として活動。安政の大獄で幕府に捕らえられた。獄中で吉田松陰が影響を受けたと言われている。

## 幕末の領地
- 讃岐国
- 香川郡-48村
  - 大内郡 - 34村
  - 寒川郡 - 27村
  - 山田郡 - 33村
  - 三木郡 - 20村
  - 阿野郡 - 36村
  - 那珂郡のうち - 18村
  - 鵜足郡のうち - 29村